# Boli (fétiche)
Pour les articles homonymes, voir Boli.
Un boli (au pluriel : boliw), également nommé kômô, est un fétiche fortement symbolique des cultures bambaras et malinkée au Mali. Composé de terre crue et recouvert de couches sacrificielles, cet objet rituel peut avoir la forme d’un animal, d’un homme ou rester informe.

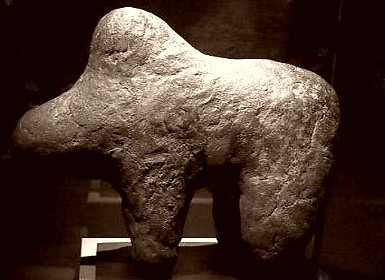
Boli du Mali, musée du Quai Branly

## Caractéristiques et coutumes
Le boli peut être de forme zoomorphe (le plus souvent en forme de buffle ou de zébu) ou parfois anthropomorphe. Les populations bambaras qui pratiquent le culte dit bamanaya se livrent aux sacrifices d'animaux sur les boliw et communiquent avec l’au-delà par l'intermédiaire de danseurs masqués. Un boli est un objet dit "chargé", c'est-à-dire que par sa magie, il est capable d’accomplir des choses extraordinaires, comme d'entraîner la mort à distance, de deviner l’avenir, de prendre possession de quelqu'un, , etc.. Le boli, qui peut être en outre constitué de placenta humain ou animal, d'argile, de tissus, de peau, , etc.., est lui-même le symbole du placenta, notamment chez les Malinkés. Il est considéré comme un être vivant et contient en son sein un noyau qui peut être soit une pierre, soit du métal ou tout autre matériau. Ce noyau ou "grain" symbolise l'énergie vitale. Plus le boli recevra de sang et plus il sera "chargé" de nyama, la force vitale.

## Vol de konos
Pour un article plus général, voir Objets et biens culturels emportés d'Afrique.
Dans son ouvrage « L'Afrique fantôme », l'anthropologue Michel Leiris relate son aventure au centre de l'Afrique, d'ouest en est, entre 1931 et 1933. Une douzaine de scientifiques sous la houlette de Marcel Griaule composent cette expédition nommée mission Dakar-Djibouti. Ses objectifs sont ethnographique et linguistique et consistent essentiellement à récolter, pour le compte du musée du Trocadéro, des objets de la culture africaine avant qu'elle ne soit détruite par le colonialisme. Leiris dévoile dans ses notes les procédés sans aucune éthique employés pour s'approprier les objets convoités. Un des épisodes devenu célèbre est le vol de konos. Usant de pression, de manipulation, de chantage et de menace de représailles de l'administration coloniale, proposant des indemnisations ridicules et parfois commettant des vols de nuit, les ethnologues s'emparent de plusieurs konos de quelques villages bambaras, sous le regard affolé et ébahi de la population. Ces vols s'avèrent être aux yeux des Bambaras des gestes hautement sacrilèges et du propre aveu de Leiris, constituent un « butin » et une « énormité ». Il se qualifie, lui et son équipe, de « démons ou de salauds particulièrement puissants et osés »,.
Ces konos seront successivement exposés au musée du Trocadéro, au musée de l'Homme, au musée d'ethnographie de Neuchâtel, parmi « cent chefs-d'œuvre du musée de l'Homme » dans un musée new-yorkais ainsi qu'au musée du Quai Branly.

## Dans la culture contemporaine

### OpéraLe vol du boli
Abderrahmane Sissako et Damon Albarn racontent dans l'opéra Le vol du boli (2020) 800 ans des Mandingues. Le spectacle rencontre son public au Théâtre du Châtelet et en diffusion sur France 5,.